# Biopsia

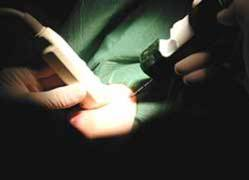
Strumento per biopsia Magnum Bard.

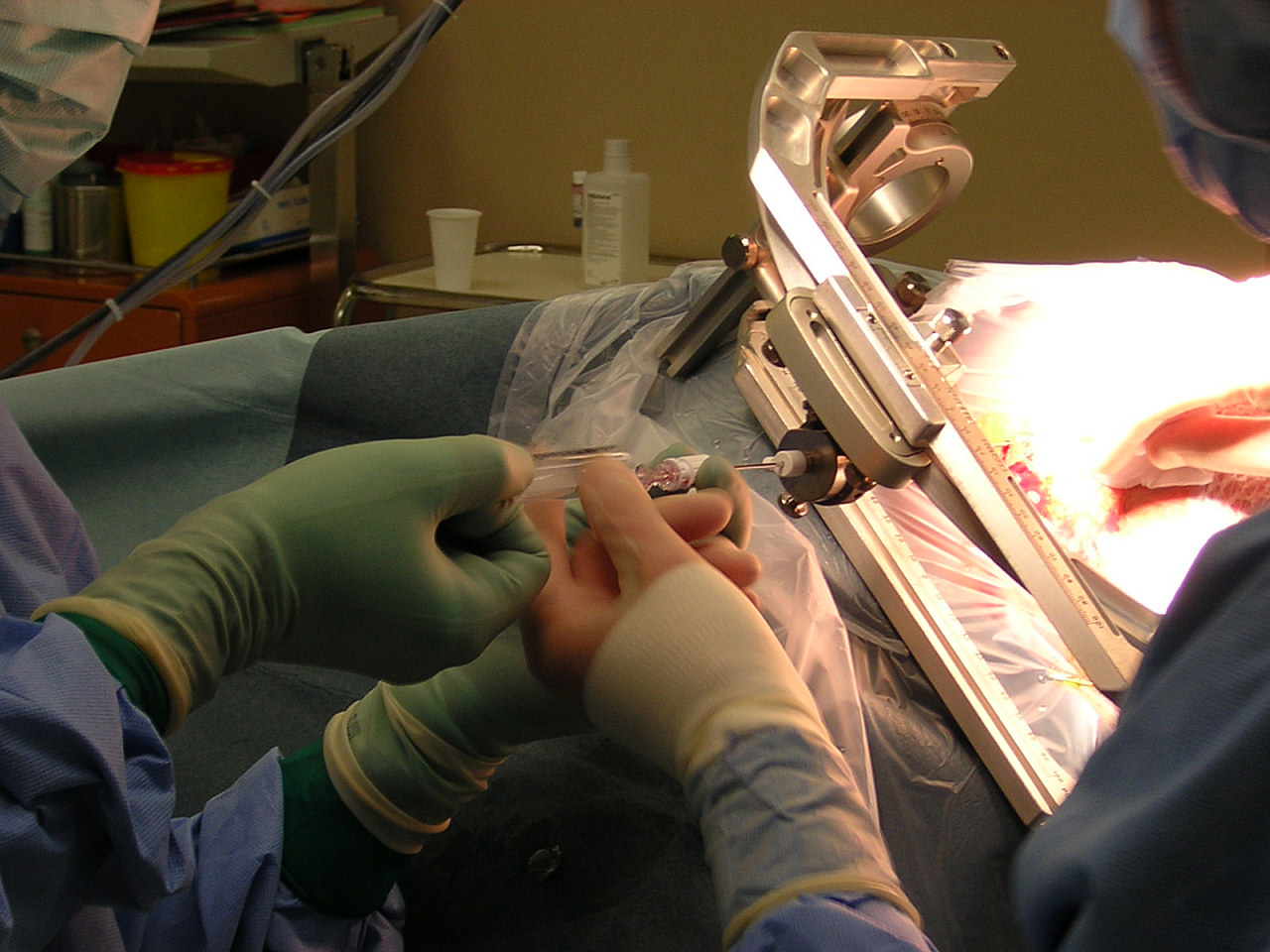
Biopsia del cervello

La biopsia è un esame medico che consiste nel prelievo da un organismo vivente di una porzione o di un frammento di tessuto per essere analizzato al microscopio o anche con tecniche di microbiologia o biologia molecolare.
La biopsia viene eseguita al fine di escludere o confermare un sospetto di malattia (ad es. infiammazione o tumore), cioè di arrivare a una diagnosi istopatologica, e quindi di definirne con precisione le caratteristiche (gravità, estensione, possibili terapie).
Può essere effettuato sia in tessuti duri, come l'osso ad esempio, che in tessuti molli, come cute e mucosa.

## Classificazione
La biopsia effettuata sui tessuti molli può essere incisionale, dove si asportano uno o più frammenti della lesione esaminata, ed escissionale, nella quale avviene l'asportazione completa della lesione.

## Descrizione della procedura
Il prelievo di tessuto può avvenire per via percutanea, sotto guida TAC o ecografica, per via endoscopica (ad es. nel contesto di una gastroscopia, colonscopia o broncoscopia) mediante prelievo con ago (agobiopsia) o mediante escissione nel contesto di un intervento operatorio. Il tessuto così ottenuto viene inviato in un laboratorio di anatomia patologica dove viene processato. Per consentire l'allestimento di preparati osservabili al microscopio, il tessuto viene prima fissato in formalina, quindi incluso in paraffina. Il campione così ottenuto può essere tagliato in fette dello spessore di 2-4 micron e montato su un vetrino portaoggetti. Sarà un medico specialista in anatomia patologica a valutare al microscopio il vetrino e a formulare la diagnosi.
Nei giorni successivi all'intervento, il paziente non deve toccare o grattare i punti di sutura, effettuare movimenti che mettono in tensione o possono urtare la zona interessata (come spostare pesi, ginnastica, ecc.), o infiammarla (es. il sudore o acqua calda). Talora sono applicati cerotti intradermici che non devono venire a contatto con l'acqua e vanno tenuti finché non sono tagliati i punti di sutura, un cerotto ulteriore di protezione da sostituire ogni due giorni con applicazione di pomate se la zona è infiammata, ed è prescritto l'uso di neomercurio-cromo (anche in assenza di infiammazioni) che favorisce la chiusura della cicatrice.
Nei mesi successivi al taglio dei punti di sutura, la cicatrice può rimarginarsi completamente, diventare ipertrofica o un cheloide. Fra i rimedi non chirurgici: iniezioni di corticosteroidi (che inibiscono la crescita di tessuto, mediante inibizione della proliferazione dei fibroblasti e inibizione della sintesi di collagene) e l'applicazione di fogli di silicone.

## Valore clinico
Nella medicina moderna la biopsia svolge un ruolo fondamentale nella terapia di molte malattie. È la diagnosi bioptica che guida il clinico e in particolare il chirurgo nella scelta della terapia a cui sottoporre il paziente. In molte malattie, in particolare in quelle tumorali, la biopsia, oltre a fornire la diagnosi, può fornire informazioni sulla prognosi, ovvero sul prevedibile decorso della malattia.
Nel caso dei tumori, alla istoatologia tradizionale si aggiunge la diagnosi dei biomarcatori mediante tecniche di sequenziamento avanzate sul tessuto e la biopsia liquida.